# Oscar Omar Aparicio Céspedes
Mons. Oscar Omar Aparicio Céspedes (* 26. září 1959 La Paz) je bolivijský římskokatolický duchovní a arcibiskup Cochabamby.

## Život
Narodil se 26. září 1959 v La Pazu.
Nastoupil do kněžského semináře svatého Jeronýma v rodném městě a 29. listopadu 1987 přijal kněžské svěcení. Stal se farářem v Huarině a působil též v semináři. Roku 1992 odešel studovat systematickou teologii na Papežské univerzitě Gregoriana v Římě, kde získal licenciát. Po svém návratu byl ustanoven farářem u svatého Antonína v La Pazu. Později vykonával funkci spirituála a rektora semináře.
Dne 29. května 2002 jej papež Jan Pavel II. jmenoval pomocným biskupem arcidiecéze La Paz a titulárním biskupem z Citiumu. Biskupské svěcení přijal 25. července stejného roku z rukou arcibiskupa Edmunda Abastoflor Montero a spolusvětiteli byli arcibiskup Ivo Scapolo a biskup Gonzalo Ramiro del Castillo Crespo. Od roku 2009 do roku 2012 byl generálním sekretářem biskupské konference Bolívie. Poté se stal předsedou konference.
Dne 4. dubna 2012 byl papežem Benediktem XVI. převeden do funkce vojenského ordináře Bolívie. Tento úřad vykonával do 24. září 2014, kdy jej papež František ustanovil metropolitním arcibiskupem Cochabamby.